# Ráth von Corliss
Der Ráth von Corliss (englisch Corliss Fort, Donaghy’s Fort oder The Beech Fort genannt) bei Crossmaglen, südwestlich von Newry im County Armagh in Nordirland (nahe der Grenze zur Republik Irland oberhalb des Lough Ross). In der Archäologie bezeichnet Rath ein eisenzeitliches oder älteres Erdwerk, dessen Vorkommen in der Regel auf Irland begrenzt ist.

## Beschreibung
Corliss Rath ist mit etwa 40,0 m annähernd quadratisch, statt der ansonsten durchgängigen Kreisform. Der massive Rath hat abgesehen von der Westseite einen intakten inneren Wall. Außen befinden sich ein breiter, tiefer Graben und ein großer äußerer Wall. Die Größe der Gesamtanlage beträgt etwa 70 m im Quadrat. Es gibt einen Eingang im Osten mit einem zweiten kleineren im Südwesten. Pfostenlöcher wurden entlang der äußeren Kante des inneren Walls gefunden. Sie waren etwa 50 cm tief und breit und weisen auf das Vorhandensein einer Palisade. Der Rath ist heute von Buchen überwachsen.

## Souterrain
In der Mitte befindet sich der Zugang zu einem kleinen L-förmigen (stone-built) Souterrain, das (nicht völlig erforscht) mindestens 10,0 m lang ist. Es hat einen leicht trapezoiden Querschnitt von etwa einem Quadratmeter. Ausgrabungen im Jahr 1939 erbrachten ein paar Knochenstücke und einige Tonscherben.
Corliss ist ein Scheduled Historic Monument. In der Nähe liegen die Raths von Tullyard und Lisamry.